# Lundin Energy
Lundin Energy (tidligere Lundin Petroleum) er et internationalt olieselskab med hovedkontor i Stockholm. Det er noteret på Stockholmsbörsen. Selskabet blev etableret i 2001 efter at Talisman Energy købte virksomheden Lundin Oil AB.

## Links
- Officiel hjemmeside Arkiveret 28. januar 2011 hos  Wayback Machine